# Pat Finucane
Patrick Finucane (* 21. März 1949; † 12. Februar 1989 in Belfast) war ein nordirischer Rechtsanwalt, der von loyalistischen Paramilitärs erschossen wurde. Die Umstände der Ermordung Finucanes sind Teil einer bis in die Gegenwart anhaltenden Kontroverse um die Zusammenarbeit von Angehörigen der britischen Sicherheitskräfte und loyalistischen Paramilitärs während des Nordirlandkonflikts.

## Leben
Der Sohn eines Mühlenarbeiters wuchs zusammen mit sieben Geschwistern im katholisch-nationalistisch geprägten Gebiet der Falls Road im Westen der nordirischen Hauptstadt Belfast auf. Ende der 1960er Jahre nahm er ein Studium am Trinity College in Dublin auf. Finucane studierte zunächst Anglistik und Philosophie; später wechselte er zu Jura. An der Universität lernte er eine Frau aus einer protestantischen Belfaster Familie kennen, die er 1970 heiratete. Aus der Ehe gingen drei Kinder hervor. Finucanes Sohn John wurde 2019 für Sinn Féin ins Britische Unterhaus gewählt.
Finucanes Eltern waren im Frühjahr 1968 in ein Haus im überwiegend von Loyalisten bewohnten Gebiet der Shankill Road gezogen. Während der Unruhen im August 1969, die zum Einsatz der britischen Armee führten, floh die Familie zur Falls Road, nachdem ein loyalistischer Mob versucht hatte, in das Haus einzudringen. In den 1970er Jahren traten drei jüngere Brüder Finucanes in die Provisional Irish Republican Army (IRA) ein: John Finucane starb 1972 während eines IRA-Einsatzes bei einem Autounfall. Dermot Finucane war ab 1979 an zahlreichen Schießereien beteiligt, brach 1983, zwei Jahre nach seiner Verhaftung, aus dem Maze-Gefängnis aus und war von 1987 bis 1991 in der Republik Irland inhaftiert, wo er sich erfolgreich seiner Auslieferung nach Nordirland widersetzte. Seamus Finucane wurde 1972 als 15-Jähriger interniert und 1976 zusammen mit Bobby Sands verhaftet. Im Gefängnis beteiligte er sich am Blanket Protest; nach der Haftentlassung 1986 war er der Verlobte von Mairéad Farrell. Nach Angaben seiner Frau versuchte Pat Finucane seine Brüder zu überzeugen, den Schulabschluss zu machen und nicht der IRA beizutreten. Er habe ihre Entscheidung respektiert, aber für töricht gehalten.
Ab Mitte der 1970er Jahre praktizierte Finucane als Rechtsanwalt in Belfast; 1979 schloss er sich mit Peter Madden zur Kanzlei Madden and Finucane zusammen. Die Kanzlei bearbeitete sowohl Zivil- als auch Strafsachen und spezialisierte sich auf die Verteidigung von Personen, die auf Grund der Anti-Terror-Gesetzgebung für Nordirland angeklagt wurden. Angesichts des familiären Hintergrunds Finucanes wurden zahlreiche Republikaner, die paramilitärischer Aktivitäten verdächtigt wurden, Mandanten der Kanzlei; zugleich verteidigte Finucane Loyalisten.
1981 wurde Finucane als Anwalt von Bobby Sands während dessen Hungerstreiks mehrfach im Fernsehen interviewt. Madden and Finucane erzielte besondere Erfolge mit Zivilklagen, bei denen eine Gesamtentschädigungssumme von vielen £100.000 wegen Misshandlungen in Polizeihaft und Freiheitsberaubungen durch fälschliche Festnahmen erstritten wurden. Anfang der 1980er Jahre war Finucane Verteidiger bei den sogenannten Supergrass-Prozessen, bei denen es zu zahlreichen Anklagen auf der Grundlage von Aussagen von Kronzeugen kam. Finucane kritisierte, dass die Verfahren rein auf Aussagen beruhen und es keine materiellen Beweise gebe. Die bis zu vier Jahre lange Untersuchungshaft während der Prozesse nannte er „Internierung durch Untersuchungshaft“. 1988 engagierte ihn die IRA-nahe Partei Sinn Féin, um die Gesetzmäßigkeit des Verbots von Fernseh- und Radio-Interviews mit Sinn-Fein-Mitgliedern überprüfen zu lassen. Im gleichen Jahr war Finucane Verteidiger des IRA-Mitglieds Pat McGeown, dessen Mordanklage fallen gelassen wurde. Ebenfalls 1988 war er für die erste erfolgreiche Habeas Corpus-Petition verantwortlich, in der eine Inhaftierung unter der Anti-Terror-Gesetzgebung für Nordirland wegen Misshandlungen durch die Polizei als unrechtmäßig anerkannt wurde. Anfang 1989 erstritt Finucane bessere Haftbedingungen für Gefangene in Einzelhaft und setzte zwei Verfahren gegen die britische Regierung vor der Europäischen Kommission für Menschenrechte in Straßburg in Gang.
Am 17. Januar 1989 erklärte Douglas Hogg, parlamentarischer Unterstaatssekretär im Innenministerium, im britischen Unterhaus, es gebe in Nordirland Anwälte, die mit der Sache der IRA übermäßig sympathisieren würden. Hoggs Äußerungen stießen im Parlament auf den Protest von Seamus Mallon (SDLP), der nach Hoggs Erklärung Menschenleben in großer Gefahr sah. Zu dieser Zeit hatten sich von den mehreren hundert Rechtsanwälten in Belfast nur wenige auf die Verteidigung von Mandanten spezialisiert, die nach den Anti-Terror-Gesetzen angeklagt waren. Nach Angaben von Finucanes Ehefrau war das Ehepaar über Hoggs Äußerungen erschrocken und erwog zusätzliche Sicherheitsmaßnahmen.
Am 12. Februar 1989 wurde Finucane in seinem Haus im Norden Belfasts vor den Augen seiner Frau und seiner Kinder erschossen. Die beiden maskierten Täter hatten zuvor die Haustür zertrümmert. Nach Aussagen der Frau gingen die Täter sehr kaltblütig und methodisch vor; sie hatte den Eindruck, es sei nicht der erste Mord, den sie verübten. Zu dem Anschlag bekannten sich die Ulster Freedom Fighters (UFF), ein Tarnname, den die 1989 noch legale Ulster Defence Association (UDA) benutzte. Die UFF nannte den Anschlag Teil ihrer „unvermeidlichen Vergeltung“ für IRA-Anschläge und behauptete, Finucane sei IRA-Offizier gewesen. Eine IRA-Mitgliedschaft Finucanes wurde vom Leiter der Morduntersuchung dementiert und von Finucanes Partner Madden energisch bestritten. Madden erklärte, Finucane habe seine Missbilligung der Verhältnisse in Nordirland ausgedrückt, in dem er sie im Gerichtssaal herausforderte. Er sei besorgt gewesen, dass die Strafjustiz im Kampf gegen einen gewaltsamen politischen Aufstand eingesetzt werde, um diesen als kriminelle Verschwörung zu klassifizieren.

## Morduntersuchung
Der Mord an Finucane gilt als einer der umstrittensten Todesfälle des Nordirlandkonflikts. Irische Republikaner sehen den Tod Finucanes als Beleg für eine weitreichende Kooperation zwischen den britischen Sicherheitskräften und loyalistischen Paramilitärs. Der Sinn Féin-Politiker Alex Maskey meinte 2009, der Mord an dem Anwalt verdeutliche die Tiefe und den Umfang der Zusammenarbeit zwischen der britischen Armee, unionistischen „Todesschwadronen“ und dem britischen „Establishment“. Die Familie Finucanes setzt sich für eine unabhängige öffentliche Untersuchung über die Umstände der Ermordung ein.
Unmittelbar nach dem Mord gab es den Verdacht, dass sich Angehörige der britischen Sicherheitskräfte mit den Tätern abgesprochen hatten. Mandanten Finucanes berichteten, dass Beamte der nordirischen Polizei Royal Ulster Constabulary (RUC) während Vernehmungen Todesdrohungen gegen ihren Anwalt geäußert hätten. John Stalker, der in den 1980er Jahren die Tötung von IRA-Mitgliedern durch die RUC untersuchte, berichtete von Einschüchterungsversuchen der RUC, nachdem er mit Finucane redete, und sprach davon, dass er noch nie solch offenen Hass von Polizisten auf einen Anwalt erlebt habe.
Im Januar 1992 wurde Brian Nelson zu zehn Jahren Haft verurteilt. Dem Gerichtsverfahren zufolge war Nelson als hochrangiges Mitglied der UDA für deren Nachrichtenbeschaffung verantwortlich und arbeitete zugleich als Informant für den Militärgeheimdienst Force Research Unit (FRU). Presseberichte vom Sommer 1992 brachten Nelson in Verbindung mit der Ermordung Finucanes: Nelson soll mit Wissen seiner FRU-Führungsoffiziere Informationen über Finucane zusammengestellt haben und den für die Ausführung des Anschlags verantwortlichen UDA-Mitgliedern eine Fotografie des Anwalts übergeben haben.
1999 wurde William Stobie angeklagt, an der Ermordung Finucanes beteiligt gewesen zu sein. Stobie war innerhalb der UDA für die Waffenverwaltung zuständig und war zugleich Informant des Special Branch der RUC, des Nachrichtendienstes der nordirischen Polizei. Stobie war erstmals im September 1990 verhaftet worden; im Januar 1991 wurde zunächst entschieden, keine Anklage gegen ihn zu erheben. Stobie gab zu seiner Verteidigung an, er habe dem Special Branch genügend Hinweise gegeben, um den Anschlag zu verhindern; auch sei ihm nicht bekannt gewesen, dass Finucane das Ziel des geplanten Anschlags sei. Stobie wurde im November 2001 aus Mangel an Beweisen freigesprochen, nachdem die Anklagebehörde zuvor entschieden hatte, dass ein wichtiger Zeuge auf Grund seiner gesundheitlichen Probleme nicht glaubwürdig sei. Stobie wurde im Dezember 2001 erschossen; der Anschlag wurde der UDA zugeschrieben.
Nach einem Bericht der Sunday Times vom Oktober 2000 hatte das UDA-Mitglied Ken Barrett im Oktober 1991 gegenüber Kriminalpolizisten der RUC gestanden, einer der beiden Mörder Finucanes zu sein. Der Special Branch der RUC habe jedoch entschieden, keine Anklage zu erheben, sondern Barrett als Informanten einzusetzen. 2002 gab Barrett in einem verdeckt aufgezeichneten Interview der BBC die Beteiligung an der Ermordung Finucanes zu. Zugleich erklärte er, ein Beamter des Special Branch habe versucht ihn zu überzeugen, dass Finucane ein „legitimes Ziel“ sei; der gleiche Beamte habe die Attentäter in der Nacht des Anschlags unterstützt. Barrett wurde im Mai 2003 verhaftet, gestand den Mord an Finucane und wurde zu einer Haftstrafe von 22 Jahren verurteilt. Im Mai 2006 wurde Barrett gemäß dem Karfreitagsabkommen vorzeitig aus der Haft entlassen.
Die Verhaftungen von Nelson und Stobie waren durch die Stevens Inquiries veranlasst worden, einer von der britischen Regierung eingesetzten Kommission unter Leitung von John Stevens, der von 2000 bis 2005 Chef des Londoner Metropolitan Police Service war. Die Untersuchungen umfassten seit Mai 1999 auch den Mord an Finucane. Laut dem Abschlussbericht vom April 2003 fand Stevens genügend Beweise, dass der Mord an Finucane verhinderbar war und frühzeitige Verhaftungen durch die Ermittlungen der RUC möglich waren. Laut Stevens beruhten die Äußerungen von Douglas Hogg im Unterhaus wenige Wochen vor Finucanes Tod zum Teil auf Informationen der RUC, die nicht gerechtfertigt waren; Hogg sei „kompromittiert“ worden. Stevens kam zu dem Schluss, dass es geheime Absprachen bei der Ermordung Finucanes gab.
Während des nordirischen Friedensprozesses kündigten die britische und die irische Regierung im Juni 2001 an, gemeinsam einen Richter aus einem dritten Land zu ernennen, der den Fall Finucane und fünf weitere Fälle überprüfen sollte. Ernannt wurde Peter Cory, zuvor Richter am Obersten Gerichtshof von Kanada. Cory kam im April 2004 zu dem Schluss, dass die britische Armee, die RUC und der britische Inlandsgeheimdienst MI5 von mehreren Plänen, Finucane zu ermorden, wussten, aber nicht eingriffen und den Anwalt nicht warnten. Seitens des Special Branches der RUC habe eine „vielleicht unbewusste“ Befangenheit vorgelegen, auf Grund derer mögliche Anschlagsopfer von IRA und UDA unterschiedlich behandelt wurden. Cory empfahl eine öffentliche Untersuchung. Die britische Regierung wollte zunächst den Abschluss des Strafverfahrens gegen Barrett abwarten und kündigte dann an, eine öffentliche Untersuchung gemäß dem Inquiries Act 2005 durchführen zu wollen. Dies wurde von Finucanes Familie abgelehnt, da das Gesetz es der Regierung ermögliche, in die Unabhängigkeit der Untersuchung einzugreifen.
Im Oktober 2011 entschuldigte sich der britische Premierminister David Cameron bei der Familie Finucanes und erklärte, aus den Ermittlungen von Stevens und Cory sei deutlich geworden, dass staatliche Stellen in den Mord verwickelt waren. Zugleich kündigte Cameron an, dass es keine öffentliche Untersuchung des Mordes geben werde, sondern der Kronanwalt Sir Desmond de Silva eine Überprüfung durchführen werde. Die Familie Finucanes zeigte sich vom Sinneswandel der Regierung schockiert und setzte eine gerichtliche Überprüfung von Camerons Entscheidung in Gang.
De Silvas Bericht, der sogenannte „Finucane Report“ als Abschluss der Pat Finucane Review, wurde im Dezember 2012 veröffentlicht. Er kommt zu dem Ergebnis, dass britische Geheimdienste in erheblichem Umfang an der Vorbereitung und Durchführung des Mordes beteiligt waren. Zwar wird eine staatlich gelenkte und getragene Absprache mit dem Ziel des Mordes als nicht nachweisbar beurteilt, trotzdem kommt der Bericht zu dem Ergebnis, dass der Mord hätte verhindert werden können. Der Northern Ireland Police Chief constable Matt Baggott entschuldigte sich im Namen der nordirischen Polizei deshalb vorbehaltlos bei der Familie Finucane für die Ereignisse. Premierminister David Cameron zeigte sich schockiert von den Ergebnissen der Untersuchung. Die Familie Finucane beklagte, dass die Untersuchung genau das erreicht hat, was sie beabsichtigt habe, die Vorgänge zu entschuldigen und persönliche und direkte Verantwortung zu verneinen.
Ein Richter des Obersten Gerichts in Belfast entschied am 26. Juni 2015, dass die Entscheidung David Camerons, keine unabhängige öffentliche Untersuchung des Mordfalls durchzuführen, gerechtfertigt sei. Vom Gericht wurde dabei darauf hingewiesen, dass eine Reihe von Zeugen tot seien und dass der Hauptzeuge auf Grund seines Gesundheitszustandes nicht in der Lage sei auszusagen. Die Entscheidung gegen die Untersuchung wurde als unvoreingenommen bezeichnet. Die Familie Finucane bezeichnete die Entscheidung hingegen als politisch motiviert und beriefen sich dabei auf ein Versprechen, die Vorgänge um den Mord aufzuklären. Sie sah die Entscheidung als Rückschlag, sei aber weiterhin dazu entschlossen für die Aufklärung des Mordes zu kämpfen, erklärte sie.